# Timof i cisi wspólnicy
timof i cisi wspólnicy – warszawskie wydawnictwo komiksowe założone przez Pawła Timofiejuka. Zajmuje się głównie publikacją komiksów z nurtu tzw. awangardowego i undergroundowego, zarówno autorów polskich jak i zagranicznych – rosyjskich, amerykańskich i innych. Opublikowało m.in. kilka uznanych powieści graficznych takich jak Blankets. Pod śnieżną kołderką, Prosto z piekła czy Fun Home, Zagubione dziewczęta, a także serie Dom Żałoby czy cykl o Benedykcie Dampcu. Z inicjatywy wydawnictwa wystartował Polski Dzień Darmowego Komiksu, wzorowany na amerykańskim Free Comic Book Day.
W 2007 i 2019 wydawnictwo otrzymało nagrodę dla najlepszego polskiego wydawcy komiksów przyznawaną przez organizatorów Międzynarodowego Festiwalu Komiksu w Łodzi.

## Imprinty
Od 2009 roku wydawnictwo podzielone jest na imprinty:
- timof comics – główna odnoga, zajmująca się publikacją komiksów zgodnie z pierwotnym profilem wydawnictwa, także kwartalnik komiksowy Ziniol – pismo komiksowo-publicystyczne,
- Mroja Press – komiksy z obszaru zachodniej Europy, powieści graficzne (także amerykańskie),
- Dolna Półka – pierwotnie samodzielna inicjatywa; debiuty polskich młodych twórców, magazyny Kolektyw i ProFanum, albumy polskie, zamknięty w 2015 roku
- Gniazdo Światów - proza i publicystyka fantastyczna

Logotyp imprintu timof comics
Logotyp imprintu Mroja Press
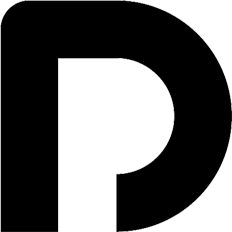
Logotyp imprintu Dolna Półka

## Wydane pozycje

### timof i cisi wspólnicy / timof comics
Serie
- Alicja
- Benedykt Dampc
- Bi Bułka
- Dom żałoby
- Ołtsajders
- Opowieść rybaka
- Polski Dzień Darmowego Komiksu (Bears of war, Bez Urazy, Muchy)
- Ralph Azham
- Rewolucje (wcześniej wydawane przez Egmont)
- Suka
- W kręgu podejrzeń

- Kwartalnik kultury komiksowej Ziniol

Albumy
- Alveum (2007)
- Autostrada śłońca (2014)
- Ballada o Eulalii (2007)
- Blaki (2005)
- Blankets. Pod śnieżną kołderką (2006)
- Buty (2007)
- Czaki (2007)
- Czas na komiks (2010) (wspólnie z BWA Jelenia Góra, BWA Zielona Góra, BWA Wrocław)
- Dziesięć bolesnych operacji (2007)
- Fun Home. Tragikomiks rodzinny (2009) (wspólnie z wydawnictwem Abiekt.pl)
- Gangi Radomia (2007)
- Habibi (2012)
- Henryk i Bonifacy (2007)
- Historie Niedopowiedziane (2007)
- Kapitan Ewicz na tropie (2008)
- Karuzela głupców (2007)
- Likwidator Alternative. Antologia cz. 2 (2007)
- Łajka (2009)
- Maksym Osa (2009)
- Międzyczas (2007)
- Morfołaki (2007)
- Morskie powietrze (2008)
- Mutująca teczka (2007)
- Niewinne dzieci (2007)
- Odwrócenie (2008)
- Opowieści z hrabstwa Essex (2009)
- Oskar Ed (2009)
- Papier Chaos (2008)
- Paproszki, czyli małe piszczące ludziki (2008)
- Perły. Pod papugami (2007)
- Pierwsza wiosna (2009)
- Polina (2015)
- Pozdrowienia z Interstrefy. Antologia komiksów Rafała Szłapy (2006)
- Prosto z piekła (2008)
- Robot (2011) (Wspólnie z Instytutem Adama Mickiewicza)
- Serce wilkołaka (2008)
- Skin (2009)
- Super Pan Owoc (2010)
- Syberyjskie sny (2007)
- Szanowny (2008)
- TRUST (2013) (wspólnie z BWA Jelenia Góra, BWA Wrocław, BWA Zielona Góra)
- Waciane Kafliki Żyttu (2006)
- Wampir (2014)
- Wilcze sny (2008)
- Wykiwani (2009)
- Wyznania Właściciela Kantoru (2006)
- Zagubiona dusza (2006)
- Zapętlenie (2014)
- Ziarnko prawdy (2007)
- Zostawiając powidok wibrującej czerni (2008)

### Mroja Press
Serie
- RG

Albumy
- Dworzec Centralny (2009)
- Łajka (2009)
- Mały świat Golema (2009)
- Mucha (2009)
- Profesor Bell (2010)
- Scientia Occulta (2011)
- Zagubione dziewczęta (2012)

### Dolna Półka
Serie

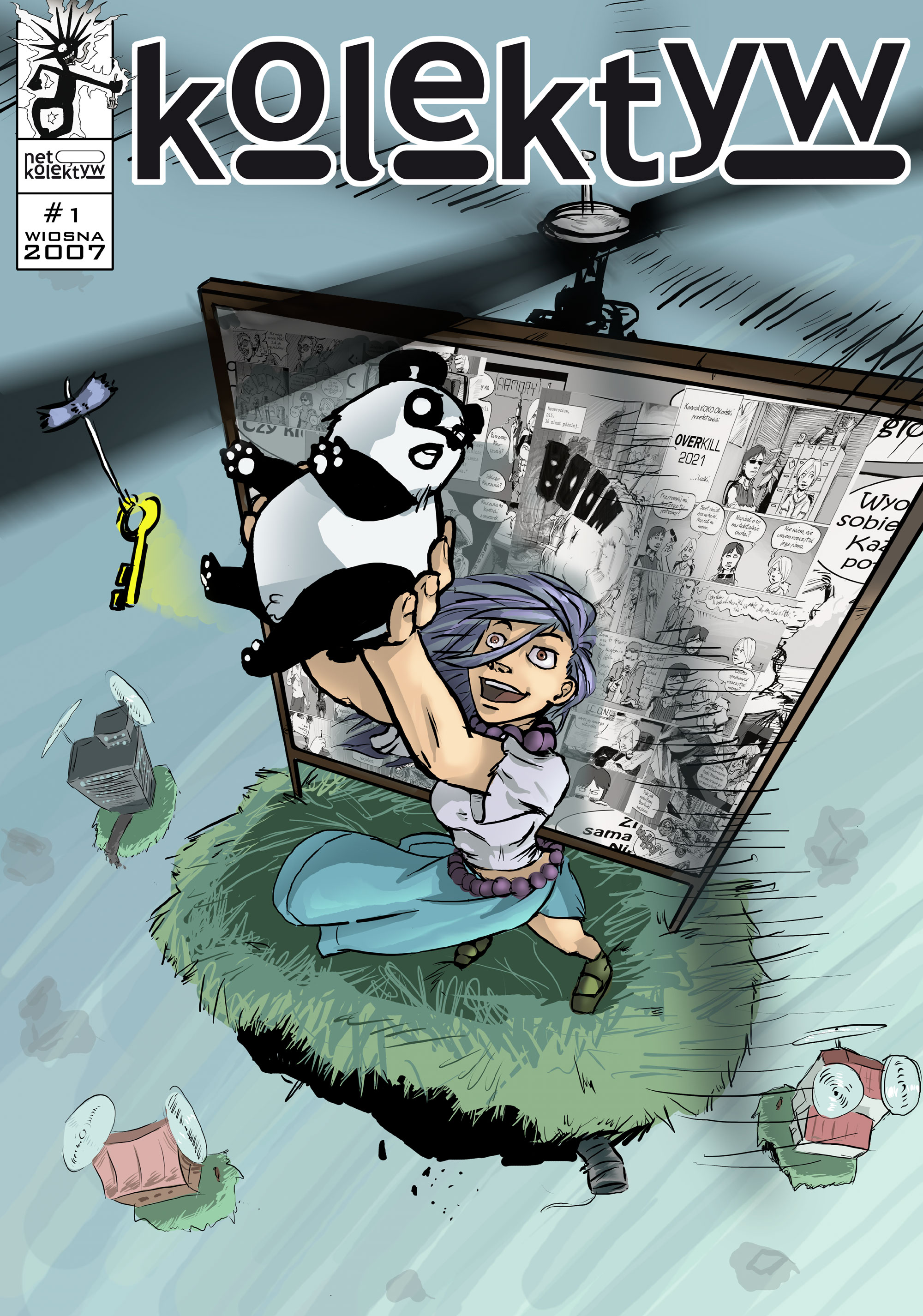
Okładka #1 magazynu Kolektyw autorstwa Konrada Okońskiego

- Człowiek bez szyi (2011-2012; 4 albumy)
- Hurra (2011-2012; 3 albumy)
- Kolektyw (2007-2012; 10 albumów; publikacja zakończona)
- Pobite Gary (od 2012; dotąd 2 albumy)
- Postapo (od 2013; dotąd 3 albumy)
- ProFanum (2012-2015; 4 albumy; publikacja zakończona)
- Rycerz Janek (od 2008; dotąd 1 album: W kanałach szaleństwa)
- Statek namiętności (od 2013; dotąd 2 albumy)

Albumy
- Bossi&Bosso: O jedną umowę za daleko (2008)
- Bostońskie Małżeństwa (2009) (Wspólnie z Comix Grrrlz)
- Gniazdo Światów (2012) – wydanie elektroniczne
- Herma św. Zygmunta (2014)
- Jazda! (2011) – antologia komiksu dla dzieci
- Kwaziu (2008)
- Och! Przygody gentlemańskiego barbarzyńcy (2010)
- Pogaduszki Pana Gruszki (2009) – w ramach PDDK
- Szrama: Istota legendy (2009)
- Komiks polski w wywiadach z twórcami (2011) – pozycja publicystyczna

### Gniazdo Światów
- magazyn literacko-publicystyczny Fenix Antologia (od 2018, dotąd 5 antologii)
- Biblioteka Fenixa - seria zbiorów opowiadań fantastycznych (od 2018, dotąd jeden zbiór)